# Ghazal
Pour les articles homonymes, voir Ghazal (homonymie) et Gazel.
Le ghazal, gazel ou gazal (en persan : غزل) est un genre littéraire florissant en Perse aux XIIIe et XIVe siècles mais que l'on retrouve aussi en Inde et en Asie centrale. Il se présente sous forme d'un poème d'amour (le terme ghazal peut se traduire par parole amoureuse).
Le ghazal est aussi porté en musique dans le style de la musique persane notamment avec des poèmes de Djalâl ad-Dîn Rûmî qui sont encore mis en musique et interprétés dans la tradition du soufisme notamment par Shahram Nazeri. Ce sont des chants d’amour à résonance parfois mystique. Ils n’ont qu’un couplet et sont parfois chantés en rythme syncopé. On les retrouve dans tout le monde musulman ayant adopté le système du maqâm (de langue arabe), dont il est un composant. Ils furent adaptés de textes en langue ourdou et, influencés par la  musique indienne, prirent la forme de thumri.

## Thème et structure
Le ghazal est un poème composé de plusieurs distiques ou shers, et chantant l'amour de l'être aimé.
En général, le ghazal obéit à des règles de composition strictes. Chaque distique est composé de deux vers d'égale longueur. Le second vers se termine par un mot ou groupe de mot identique dans chaque distique (le refrain), mot que l'on retrouve par ailleurs à la fin du premier vers du ghazal. En général, le dernier distique doit contenir une allusion ou une invocation à l'auteur du poème.
On retrouve parfois des contraintes concernant le dernier mot du second vers, avant le refrain. Celui-ci rime avec le dernier mot du premier vers comme dans ce poème d'Aragon ou bien il rime avec ses homologues des autres shers comme dans les ghazals de Marilyn Hacker (Desperanto : Poems, 1999, 2002).
Mais nombreux sont les poètes qui prennent des libertés concernant ces contraintes.
Exemple :
Je suis rentré dans la maison comme un voleur
Déjà tu partageais le lourd repos des fleurs                  au fond de la nuit
J’ai retiré mes vêtements tombés à terre
J’ai dit pour un moment à mon cœur de se taire                               au fond de la nuit
Je ne me voyais plus j’avais perdu mon âge
Nu dans ce monde noir sans regard sans image                             au fond de la nuit...
- Louis Aragon, Gazel du fond de la nuit (extraits)  -  le Fou d'Elsa, 1963,
Le thème du ghazal est en général l'amour d'une femme. Il est traité de manière érotique et charnelle. D'après Jean-Jacques Gaté, chaque sher doit être autonome des autres shers ce qui permet de comparer le ghazal à un collier de perles. C'est ce qu'on appelle la forme dispersée du ghazal. Mais on trouve aussi des ghazals dans lequel le poème forme un tout, chaque sher est relié au précédent et au suivant. Le ghazal lyrique traite tout au long du poème du même thème, chaque sher l'abordant selon un angle différent.
Initialement, le ghazal est un poème d'amour  décrivant les états d'âme de l'amoureux et son regard sur sa bien-aimée. Mais il a peu à peu évolué pour prendre des formes plus philosophiques, mystiques ou satiriques. Certains traducteurs se sont posé la question du sens caché à attribuer au ghazal. Celui-ci est-il purement la description d'un amour charnel ou bien ne cache-t-il pas une dimension plus mystique ? La question se pose pour le poète Hafiz de Chiraz qui manie avec délicatesse le mélange des genres ou pour Alisher Navoiy très empreint de symbolisme soufi. Cette ambiguïté est favorisée par la langue qui rend difficile la distinction entre le féminin et le masculin et qui permet ainsi une lecture à double sens : l'être aimé est-il une femme, un homme ou bien Dieu ?

## Histoire
Le ghazal apparaît dans la poésie arabe  vers le VIe siècle mais atteint son épanouissement dans la poésie persane du XIIIe siècle et XIVe siècle. le poète Sa'di lui donne ses premières lettres de noblesse au XIIIe siècle. Il s'agit de la forme la plus simple du ghazal c'est-à-dire l'expression spontanée d'un sentiment amoureux. Ce genre poétique devient alors très prisé dans le monde persan.  Il va trouver, au XIVe siècle sous la plume de Hafez de Chiraz une forme élaborée qui fera, quelques siècles plus tard, l'admiration des poètes occidentaux comme Goethe.
Le ghazal se répand en Asie Centrale et en Inde au gré des invasions. Au XVe siècle, le poète ouzbek Alisher Navoiy produit les premiers ghazals en ouzbek et contribue à donner à cette langue ses premiers écrits littéraires. Au XVIIIe siècle et XIXe siècle, c'est un genre prisé en Inde. Le poète Mirza Ghalib est un représentant de ce genre littéraire. Il écrit en ourdou des ghazals au vocabulaire érotique et charnel. Le poète ourdou Maulana Hali (1837-1914) modifie la forme du ghazal pour le rendre plus accessible à l'auditeur.
L'Europe prend connaissance de cette forme de poésie grâce aux traductions en latin et en allemand. Goethe célèbre le ghazal dans une traduction du Diwan de Hafez de Chiraz. Le poète allemand Friedrich Rückert, s'inspirant de Hafez, utilise le ghazal dans ses œuvres poétiques. Le poète allemand August von Platen (1796-1835) fit paraître en 1823 deux livres de Ghasels dont certains furent mis en musique par Schubert et font partie de ses poignants Lieder.
Le ghazal est un style littéraire pratiqué encore au XXe siècle par des poètes comme Agha Shahid Ali, américain originaire du Cachemire, qui contribue à populariser le ghazal aux États-Unis ou chez Mimi Khalvati, poète anglo-iranienne. Certains poètes occidentaux ont tenté ce genre poétique. Marilyn Hacker est une de celle qui en respecte le plus les contraintes.

## Genre musical
Le caractère même du ghazal, le fait qu'il peut chanter l'amour mais aussi posséder une dimension mystique, le glissement qu'il permet d'opérer entre le profane et le sacré, le prédispose à être porté en musique, celle-ci complétant la musicalité de l'œuvre. C'est pourquoi le ghazal a donné naissance à un genre musical dont ses représentants sont nombreux tant en Iran qu'en Inde ou en Afghanistan.
Interrogée sur la différence entre le ghazal afghan et le ghazal indo-pakistanais, la chanteuse afghane Ustad Mahwash (en) précise que la différence des deux langues (ourdou, persan), les différences de grammaire musicale et tout simplement les instruments utilisés contribuent à rendre ces styles différents mais néanmoins frères. Le ghazal d'inspiration iranienne  s'appuie sur un système de modulation spécifique de la musique arabe le Maqâm et celui d'origine indienne se place dans le cadre mélodique des râgas. Les instruments favoris du ghazal indien sont le sitar et le tanpura. Shams, groupe de musiciens d'origine afghane,  utilisent le robab, les tablâs, la flûte traversière proche du Bansurî  et même le saxophone.
Destiné à accompagner et prolonger le texte, le ghazal musical peut aussi devenir une œuvre musicale à part entière. En mélangent le sitar de l'indien Shujaat Husain Khan et le kamânche du musicien iranien Kayhan Kalhor, le groupe Ghazal crée un univers musical spécifique et démontre que, par delà leurs différences, il existe une certaine unité entre ces couleurs différentes de ghazal.